# Langley (automobilismo)
A Langley foi um construtor estadunidense de carros de corrida. Produziu chassis para as equipes Troy Oil e Joe Langley nas 500 Milhas de Indianápolis de 1950, que naquele ano fez parte do calendário do Campeonato Mundial da FIA.